# Universidad de Kyung Hee
Universidad de Kyung Hee es una institución privada y universidad de investigación que abarca un sistema educativo desde preescolar a la universidad, con sedes en Seúl, Suwon, y Gyeonggi, en Corea del Sur. 
La Universidad de Kyung Hee tiene 24 colegios, 71 departamentos y especializaciones, 65 maestrías y 63 programas de doctorado, 18 escuelas superiores profesionales y especiales, y 43 instituciones de investigación auxiliares.

## Medicina tradicional Coreana
Fundada en 1948 como Dongyang College y reorganizado en 1965 en la Universidad Kyung Hee de Medicina Oriental (KHCOM), KHCOM es una de las once universidades de Medicina tradicional coreana en el país.